# Neápoli (Spáta)
Ne doit pas être confondu avec Neápoli (Athènes).
Neápoli (grec moderne : Νεάπολη) est une localité située dans le dème de Spáta-Artémida, dans le district régional d'Attique-de-l'Est, dans la périphérie d'Attique, en Grèce.
Selon le recensement de 2021, elle compte 531 habitants.